# Ficus intramarginalis
Ficus intramarginalis är en mullbärsväxtart som beskrevs av Friedrich Anton Wilhelm Miquel. Ficus intramarginalis ingår i släktet fikonsläktet, och familjen mullbärsväxter. Inga underarter finns listade i Catalogue of Life.